# Mateus Lucena dos Santos
Mateus Lucena dos Santos, meglio noto come Caramelo (Araçatuba, 30 agosto 1994 – La Unión, 28 novembre 2016), è stato un calciatore brasiliano, di ruolo difensore.

## Carriera
Ha giocato in Série A con San Paolo e Chapecoense.
È deceduto, insieme a gran parte della squadra, altri passeggeri e componenti dell'equipaggio, in seguito ad un incidente aereo avvenuto il 28 novembre in Colombia, mentre si stava recando con la squadra a Medellín per disputare la finale della Coppa Sudamericana.

## Palmarès

### Competizioni statali
- Campionato Goiano: 1

Atlético Goianiense: 2014
- Campionato Catarinense: 1

Chapecoense: 2016

### Competizioni internazionali
- Coppa Sudamericana: 1

Chapecoense: 2016 (postumo)